# 产科医生
《产科医生》是一部2014年首播的中国大陆医疗题材都市职业剧，改编自作家张作民的同名小说。该剧由东阳市花儿影视文化有限公司出品，李小平执导，郑晓龙担任艺术监制，并由佟丽娅、王耀庆、施京明、张小磊、徐百卉、巩峥、钱洁、朱锐、马以等领衔主演，讲述了身为一名产科医生的女主角从一个小县城来到省城大医院进修，在与科室众人的冲突与交流中以自己的“正能量”逐渐感染大家，最终揭开一段往事的同时也收获了自己的爱情。
本剧于2013年10月3日在北京开机，期间转战天津取景拍摄，同年12月31日杀青关机。2014年5月30日，本剧在丽水电视台公共频道全国首播，同年7月24日在山东、北京两家卫视黄金档上星播出。

## 剧情
出生于单亲家庭的何晶（佟丽娅饰）从小县城来省城大学附院重症孕产妇救治中心进修，第一天就遇到一个病人发生产后大出血，新上任的产科主任肖程（王耀庆饰）和副主任魏丽丽都没能解决，何晶却用基层医院的“土办法”解决了难题。林娜（朱锐饰）是副院长曲晋明和尤盛美的干女儿，曲兰是副院长曲晋明和尤盛美的女儿，和林娜是发小。但副院长曲晋明的夫人尤盛美无意发现，何晶竟是曲晋明初恋情人的女儿，这又演绎出沉寂多年的一段往事。林娜妈妈自己开了一家私立医院，来公立医院就是为了学习，所以安排到干爸干妈的医院工作。海归主任肖程在国外掌握了很多先进的理念和技术，但是回国后却发现和现实有很多格格不入的地方，他和何晶共同面对了很多困难，从最初的互相不屑到相互理解，再到相互欣赏一直到最后的相爱。这些医生尽管在个性、观念、经历、职务上各有所别，但面对每一位病患都能尽职尽责，充分展现了当代医务工作者的“正能量”。 

## 演员
- 佟丽娅 饰 何晶：出生于单亲家庭，进修医生，曲晋明女儿，在重症孕产妇救治中心进修。[7]
- 王耀庆 饰 肖程：产科主任，国外留学归来博士
- 朱　锐 饰 林娜：超声波诊断专家，曲院长干女儿
- 施京明 饰 曲晋明：副院长兼大妇产科主任
- 张小磊 饰 尤盛美：曲晋明妻子
- 徐百卉 饰 朱爱萍：进修医生
- 巩　峥 饰 赵新：产科麻醉的副主任医师
- 马　以 饰 周惠英：第一产科护士长
- 钱　洁 饰 魏丽丽：产科副主任，因肖程的到来风波四起
- 周　泓 饰 曲兰 ： 曲院长的女儿，何晶同父异母的妹妹

## 音乐原声
| 名称           | 作词 | 作曲   | 演唱   | 备注   |
| 《她》         | 陈曦 | 董冬冬 | 王馨悦 | 片头曲 |
| 《你还记得吗》 | 陈曦 | 董冬冬 | 权振东 | 片尾曲 |

## 收视率
本剧开播时就表现抢眼，以0.98的收视率，仅次于湖南卫视《深圳合租记》位居第三；本剧开播次日，在山东卫视收视率即破1，成为全国同时段收视冠军。2014年7月29日飙升至1.118%，市场份额高达3.24%，持续到8月4日一直在收视榜中傲视群雄，甚至高于同播平台北京卫视三倍还多。

## 獎項
- 2014国剧盛典 年度十佳电视剧第10名